# Liste der Bischöfe von Bath und Wells
Die Diözese Bath und Wells der anglikanischen Church of England umfasst den überwiegenden Teil der Grafschaft Somerset und einen kleinen Bereich von Dorset. Der Bischofssitz der Diözese Bath und Wells ist in der Kathedrale von Wells in der Stadt Wells in Somerset. Die Residenz des Bischofs ist der Palast, Wells.
Der bis 2013 amtierende Bischof Peter Price gehörte dem House of Lords als einer der geistlichen Lords an.

## Bischöfe von Wells
| Zeitraum  | Name                             | Anmerkung                                                                    | Bild |
| --------- | -------------------------------- | ---------------------------------------------------------------------------- | ---- |
| 909–914   | Æthelhelm                        | danach Erzbischof von Canterbury                                             |      |
| 914–923   | Wulfhelm I.                      | danach Erzbischof von Canterbury                                             |      |
| 923–938   | Ælfheah                          |                                                                              |      |
| 938–956   | Wulfhelm II.                     |                                                                              |      |
| 956–973   | Beorhthelm                       | danach Erzbischof von Canterbury                                             |      |
| 973–975   | Cyneweard                        |                                                                              |      |
| 975–997   | Sigegar                          | davor Abt von Glastonbury                                                    |      |
| 997–999   | Ælfwine                          |                                                                              |      |
| 999–1013  | Lyfing                           | danach Erzbischof von Canterbury                                             |      |
| 1013–1027 | Æthelwine                        | abgesetzt zu Gunsten von Beorhtine, wieder eingesetzt und nochmals abgesetzt |      |
| 1013–1027 | Beorhtwine                       | siehe Æthelwine, er starb kurz nach ihm im Jahre 1027                        |      |
| 1025–1033 | Beorhtwig, auch genannt Merehwit | davor Abt von Glastonbury                                                    |      |
| 1031–1059 | Duduc                            |                                                                              |      |
| 1061–1088 | Giso                             | Die Wahl erfolgte am 18. Januar 1060, die Weihe aber erst am 15. April 1061. |      |
| 1088–1122 | John de Villula                  | verlegt den Bischofssitz nach Bath                                           |      |

## Bischöfe von Bath
| Zeitraum  | Name                  | Anmerkung | Bild |
| --------- | --------------------- | --- | ---- |
| 1123–1135 | Godfrey               | |      |
| 1136–1166 | Robert                | |      |
| 1166–1173 | vakant                | |      |
| 1173–1191 | Reginald fitz Jocelin | Die Wahl erfolgt im April 1173, geweiht wurde er im Juni 1174. Danach war er Erzbischof von Canterbury.                                                                           |      |
| 1191–1205 | Savaric FitzGeldewin  | Die Wahl erfolgte im Dezember 1191, geweiht wurde er im September 1192. Ab 1197 war er auch Abt von Glastonbury. 1192 erfolgte die Umbenennung des Bistums in Bath & Glastonbury. |      |

## Bischof von Bath & Glastonbury
| Zeitraum  | Name             | Anmerkung                                    | Bild |
| --------- | ---------------- | -------------------------------------------- | ---- |
| 1206–1242 | Jocelin of Wells | Umbenennung des Bistums 1218 in Bath & Wells |      |

## Bischöfe von Bath & Wells
| Zeitraum  | Name                                | Anmerkung                                                            | Bild |
| --------- | ----------------------------------- | -------------------------------------------------------------------- | ---- |
| 1242–1244 | vakant                              |                                                                      |      |
| 1244–1247 | Roger of Salisbury                  |                                                                      |      |
| 1247–1264 | William Button I                    |                                                                      |      |
| 1265–1266 | Walter Giffard                      | Lordkanzler, danach Erzbischof von York                              |      |
| 1267–1274 | William Button II                   |                                                                      |      |
| 1275–1292 | Robert Burnell                      | (Lordkanzler)                                                        |      |
| 1293–1302 | William March                       |                                                                      |      |
| 1302–1308 | Walter Haselshaw                    |                                                                      |      |
| 1309–1329 | John Droxford                       |                                                                      |      |
| 1329–1363 | Ralph of Shrewsbury                 |                                                                      |      |
| 1363–1366 | John Barnet                         | davor Bischof von Worcester                                          |      |
| 1367–1386 | John Harewell                       |                                                                      |      |
| 1386–1388 | Walter Skirlaw                      | davor Bischof von Lichfield & Coventry und danach Bischof von Durham |      |
| 1388–1400 | Ralph Erghum                        | davor Bischof von Salisbury                                          |      |
| 1400–1401 | Richard Clifford                    | ernannt (Mai 1400); aber vor Weihung Bischof von Worcester           |      |
| 1401–1407 | Henry Bowet                         | danach Erzbischof von York                                           |      |
| 1407–1424 | Nicholas Bubwith                    | davor Bischof von Salisbury                                          |      |
| 1424–1443 | John Stafford                       | danach Erzbischof von Canterbury und Lordkanzler                     |      |
| 1443–1465 | Thomas Beckington                   |                                                                      |      |
| 1465–1491 | Robert Stillington                  | Lordkanzler                                                          |      |
| 1492–1494 | Richard Fox                         | vorher Bischof von Exeter, danach Bischof von Durham                 |      |
| 1495–1503 | Oliver King                         | davor Bischof von Exeter                                             |      |
| 1504–1518 | Adriano de Castello                 | davor Bischof von Hereford                                           |      |
| 1518–1522 | Thomas Wolsey                       | auch Erzbischof von York und Lordkanzler                             |      |
| 1523–1541 | John Clerk                          |                                                                      |      |
| 1541–1547 | William Knight                      |                                                                      |      |
| 1548–1553 | William Barlow                      | vorher Bischof von St. Davids und danach Bischof von Chichester      |      |
| 1554–1559 | Gilbert Bourne                      | letzter römisch-katholischer Bischof                                 |      |
| 1560–1581 | Gilbert Berkeley                    |                                                                      |      |
| 1581–1584 | vakant                              |                                                                      |      |
| 1584–1590 | Thomas Godwin                       |                                                                      |      |
| 1590–1592 | vakant                              |                                                                      |      |
| 1593–1608 | John Still                          |                                                                      |      |
| 1608–1616 | James Montague                      | danach Bischof von Winchester                                        |      |
| 1616–1626 | Arthur Lake                         |                                                                      |      |
| 1626–1628 | William Laud                        | davor Bischof von St. Davids und danach Bischof von London           |      |
| 1628–1629 | Leonard Mawe                        |                                                                      |      |
| 1629–1632 | Walter Curle                        | davor Bischof von Rochester und danach Bischof von Winchester        |      |
| 1632–1670 | William Peirs                       | davor Bischof von Peterborough                                       |      |
| 1670–1672 | Robert Creighton                    |                                                                      |      |
| 1673–1684 | Peter Mew/Mews                      | danach Bischof von Winchester                                        |      |
| 1685–1690 | Thomas Ken                          |                                                                      |      |
| 1691–1703 | Richard Kidder                      |                                                                      |      |
| 1704–1727 | George Hooper                       | davor Bischof von St. Asaph                                          |      |
| 1727–1743 | John Wynne                          | davor Bischof von St. Asaph                                          |      |
| 1743–1773 | Edward Willes                       |                                                                      |      |
| 1774–1802 | Charles Moss                        | davor Bischof von St Davids                                          |      |
| 1802–1824 | Richard Beadon                      | davor Bischof von Gloucester                                         |      |
| 1824–1845 | George Henry Law                    | davor Bischof von Chester                                            |      |
| 1845–1854 | Richard Bagot                       | davor Bischof von Oxford                                             |      |
| 1854–1869 | Robert John Eden, 3. Baron Auckland | davor Bischof von Sodor & Man                                        |      |
| 1869–1894 | Arthur Charles Hervey               |                                                                      |      |
| 1894–1921 | George Wyndham Kennion              |                                                                      |      |
| 1921–1937 | St John Basil Wynne Wilson          |                                                                      |      |
| 1937–1943 | Francis Underhill                   |                                                                      |      |
| 1943–1945 | John William Charles Wand           |                                                                      |      |
| 1946–1960 | Harold William Bradfield            |                                                                      |      |
| 1960–1975 | Edward Barry Henderson              |                                                                      |      |
| 1975–1988 | John Monier Bickersteth             |                                                                      |      |
| 1988–1991 | George Leonard Carey                | danach Erzbischof von Canterbury                                     |      |
| 1991–2001 | James Lawton Thompson               |                                                                      |      |
| 2001–2013 | Peter Bryan Price                   |                                                                      |      |
| 2014–2021 | Peter Hancock                       |                                                                      |      |
| seit 2022 | Michael Beasley                     | davor Bischof von Hertford                                           |      |